# Кълдесак
Кълдесак (на английски: Culdesac) е град в окръг Нез Пърс, щата Айдахо, САЩ. Кълдесак е с население от 378 жители (2000) и обща площ от 0,6 km². Намира се на 501 m надморска височина. ЗИП кодът му е 83524, а телефонният му код е 208.